# Lista di asteroidi (723001-724000)
Di seguito una lista di asteroidi dal numero 723001  al 724000 con data di scoperta e scopritore.

## 723001–723100
| Nome   | Designazione provvisoria | Data di scoperta  | Scopritore                |
| ------ | ------------------------ | ----------------- | ------------------------- |
| 723001 | 2006 HT159               | 30 aprile 2006    | Spacewatch                |
| 723002 | 2006 JF8                 | 2 aprile 2006     | Spacewatch                |
| 723003 | 2006 JJ10                | 1 maggio 2006     | Spacewatch                |
| 723004 | 2006 JB11                | 1 maggio 2006     | Spacewatch                |
| 723005 | 2006 JD13                | 1 maggio 2006     | Spacewatch                |
| 723006 | 2006 JZ14                | 2 maggio 2006     | Mount Lemmon Survey       |
| 723007 | 2006 JU22                | 3 maggio 2006     | Mount Lemmon Survey       |
| 723008 | 2006 JL31                | 16 settembre 2003 | Spacewatch                |
| 723009 | 2006 JG32                | 3 maggio 2006     | Spacewatch                |
| 723010 | 2006 JD48                | 21 settembre 2003 | NEAT                      |
| 723011 | 2006 JU49                | 1 maggio 2006     | Spacewatch                |
| 723012 | 2006 JC60                | 4 maggio 2006     | Spacewatch                |
| 723013 | 2006 JP61                | 1 maggio 2006     | Osservatorio di Mauna Kea |
| 723014 | 2006 JV64                | 30 gennaio 2006   | Spacewatch                |
| 723015 | 2006 JN77                | 9 aprile 2006     | Spacewatch                |
| 723016 | 2006 JH78                | 1 maggio 2006     | Osservatorio di Mauna Kea |
| 723017 | 2006 JR82                | 6 maggio 2006     | Mount Lemmon Survey       |
| 723018 | 2006 JW82                | 19 novembre 2009  | Mount Lemmon Survey       |
| 723019 | 2006 JE83                | 6 maggio 2006     | Mount Lemmon Survey       |
| 723020 | 2006 JK84                | 8 maggio 2006     | Spacewatch                |
| 723021 | 2006 JX84                | 7 maggio 2006     | Mount Lemmon Survey       |
| 723022 | 2006 JB85                | 3 gennaio 2012    | Spacewatch                |
| 723023 | 2006 JH85                | 2 maggio 2006     | Mount Lemmon Survey       |
| 723024 | 2006 JJ85                | 10 agosto 2007    | Spacewatch                |
| 723025 | 2006 JL85                | 17 ottobre 2012   | Pan-STARRS                |
| 723026 | 2006 JQ85                | 10 agosto 2007    | Spacewatch                |
| 723027 | 2006 JT85                | 6 febbraio 2016   | Mount Lemmon Survey       |
| 723028 | 2006 JW85                | 24 marzo 2014     | Pan-STARRS                |
| 723029 | 2006 JB86                | 9 febbraio 2016   | Pan-STARRS                |
| 723030 | 2006 JD87                | 28 dicembre 2013  | Spacewatch                |
| 723031 | 2006 JC88                | 8 maggio 2006     | Mount Lemmon Survey       |
| 723032 | 2006 KT4                 | 19 maggio 2006    | Mount Lemmon Survey       |
| 723033 | 2006 KJ5                 | 19 maggio 2006    | Mount Lemmon Survey       |
| 723034 | 2006 KA8                 | 19 maggio 2006    | Mount Lemmon Survey       |
| 723035 | 2006 KB14                | 20 maggio 2006    | NEAT                      |
| 723036 | 2006 KN18                | 21 maggio 2006    | Spacewatch                |
| 723037 | 2006 KD19                | 21 maggio 2006    | Spacewatch                |
| 723038 | 2006 KY22                | 21 maggio 2006    | Spacewatch                |
| 723039 | 2006 KK24                | 19 maggio 2006    | Mount Lemmon Survey       |
| 723040 | 2006 KB26                | 20 maggio 2006    | Spacewatch                |
| 723041 | 2006 KS26                | 20 maggio 2006    | Spacewatch                |
| 723042 | 2006 KB27                | 2 febbraio 2006   | Spacewatch                |
| 723043 | 2006 KD27                | 20 maggio 2006    | Mount Lemmon Survey       |
| 723044 | 2006 KX33                | 20 maggio 2006    | Spacewatch                |
| 723045 | 2006 KR36                | 21 maggio 2006    | Spacewatch                |
| 723046 | 2006 KM37                | 22 maggio 2006    | Spacewatch                |
| 723047 | 2006 KE44                | 21 maggio 2006    | Spacewatch                |
| 723048 | 2006 KB45                | 21 maggio 2006    | Spacewatch                |
| 723049 | 2006 KR47                | 21 maggio 2006    | Spacewatch                |
| 723050 | 2006 KC48                | 21 maggio 2006    | Spacewatch                |
| 723051 | 2006 KP52                | 21 maggio 2006    | Spacewatch                |
| 723052 | 2006 KO55                | 21 maggio 2006    | Spacewatch                |
| 723053 | 2006 KC57                | 9 maggio 2006     | Mount Lemmon Survey       |
| 723054 | 2006 KD58                | 22 maggio 2006    | Spacewatch                |
| 723055 | 2006 KQ69                | 19 ottobre 2003   | SDSS Collaboration        |
| 723056 | 2006 KY70                | 1 maggio 2006     | Spacewatch                |
| 723057 | 2006 KZ70                | 22 maggio 2006    | Spacewatch                |
| 723058 | 2006 KP72                | 23 maggio 2006    | Spacewatch                |
| 723059 | 2006 KP75                | 24 maggio 2006    | Spacewatch                |
| 723060 | 2006 KZ76                | 24 maggio 2006    | Mount Lemmon Survey       |
| 723061 | 2006 KL80                | 25 maggio 2006    | Mount Lemmon Survey       |
| 723062 | 2006 KE81                | 25 maggio 2006    | Mount Lemmon Survey       |
| 723063 | 2006 KM81                | 25 maggio 2006    | NEAT                      |
| 723064 | 2006 KA82                | 23 novembre 2003  | Spacewatch                |
| 723065 | 2006 KH83                | 20 maggio 2006    | Spacewatch                |
| 723066 | 2006 KL84                | 22 maggio 2006    | Spacewatch                |
| 723067 | 2006 KY84                | 24 maggio 2006    | Mount Lemmon Survey       |
| 723068 | 2006 KY89                | 8 maggio 2006     | Spacewatch                |
| 723069 | 2006 KM94                | 30 novembre 1995  | Spacewatch                |
| 723070 | 2006 KE95                | 25 maggio 2006    | Spacewatch                |
| 723071 | 2006 KR95                | 18 settembre 2003 | Spacewatch                |
| 723072 | 2006 KB96                | 25 maggio 2006    | NEAT                      |
| 723073 | 2006 KC96                | 10 settembre 2002 | NEAT                      |
| 723074 | 2006 KE96                | 25 maggio 2006    | Mount Lemmon Survey       |
| 723075 | 2006 KB97                | 25 maggio 2006    | Mount Lemmon Survey       |
| 723076 | 2006 KC104               | 25 maggio 2006    | Mount Lemmon Survey       |
| 723077 | 2006 KY109               | 22 settembre 2008 | Spacewatch                |
| 723078 | 2006 KQ110               | 23 novembre 2009  | Spacewatch                |
| 723079 | 2006 KR112               | 8 agosto 2007     | SSS                       |
| 723080 | 2006 KK116               | 4 maggio 2006     | Spacewatch                |
| 723081 | 2006 KW121               | 23 maggio 2006    | Spacewatch                |
| 723082 | 2006 KO123               | 4 febbraio 2005   | CSS                       |
| 723083 | 2006 KN129               | 25 maggio 2006    | Osservatorio di Mauna Kea |
| 723084 | 2006 KR129               | 25 maggio 2006    | Mauna Kea Obs.            |
| 723085 | 2006 KZ129               | 25 maggio 2006    | Mauna Kea Obs.            |
| 723086 | 2006 KA133               | 25 maggio 2006    | Mauna Kea Obs.            |
| 723087 | 2006 KC133               | 4 giugno 2006     | Mount Lemmon Survey       |
| 723088 | 2006 KR135               | 23 maggio 2006    | Mount Lemmon Survey       |
| 723089 | 2006 KV142               | 25 maggio 2006    | Osservatorio di Mauna Kea |
| 723090 | 2006 KZ145               | 20 maggio 2006    | Mount Lemmon Survey       |
| 723091 | 2006 KJ146               | 9 settembre 2007  | Spacewatch                |
| 723092 | 2006 KE147               | 14 ottobre 2013   | Mount Lemmon Survey       |
| 723093 | 2006 KM147               | 30 marzo 2011     | Mount Lemmon Survey       |
| 723094 | 2006 KV147               | 3 aprile 2010     | WISE                      |
| 723095 | 2006 KR149               | 11 luglio 2018    | Pan-STARRS                |
| 723096 | 2006 KT149               | 28 ottobre 2008   | Mount Lemmon Survey       |
| 723097 | 2006 KW149               | 12 novembre 2007  | Mount Lemmon Survey       |
| 723098 | 2006 KX149               | 26 aprile 2017    | Pan-STARRS                |
| 723099 | 2006 KZ149               | 24 maggio 2006    | Mount Lemmon Survey       |
| 723100 | 2006 KD150               | 17 novembre 2008  | Spacewatch                |

## 723101–723200
| Nome   | Designazione provvisoria | Data di scoperta | Scopritore                |
| ------ | ------------------------ | ---------------- | ------------------------- |
| 723101 | 2006 KR150               | 24 maggio 2006   | Spacewatch                |
| 723102 | 2006 KV150               | 19 marzo 2010    | Spacewatch                |
| 723103 | 2006 KC151               | 22 gennaio 2015  | Pan-STARRS                |
| 723104 | 2006 KE151               | 22 ottobre 2013  | Pan-STARRS                |
| 723105 | 2006 KQ151               | 20 maggio 2006   | Spacewatch                |
| 723106 | 2006 KR151               | 4 settembre 2013 | G. Hug                    |
| 723107 | 2006 KQ152               | 7 novembre 2007  | CSS                       |
| 723108 | 2006 KT152               | 21 gennaio 2015  | Pan-STARRS                |
| 723109 | 2006 KX152               | 24 dicembre 2014 | Mount Lemmon Survey       |
| 723110 | 2006 KR153               | 5 febbraio 2016  | Pan-STARRS                |
| 723111 | 2006 KA154               | 21 novembre 2008 | Spacewatch                |
| 723112 | 2006 KB154               | 28 ottobre 2013  | Mount Lemmon Survey       |
| 723113 | 2006 KD154               | 7 marzo 2016     | Pan-STARRS                |
| 723114 | 2006 KX155               | 21 maggio 2006   | Spacewatch                |
| 723115 | 2006 KP156               | 17 ottobre 2012  | Pan-STARRS                |
| 723116 | 2006 KC157               | 4 settembre 2013 | F. Hormuth                |
| 723117 | 2006 LK5                 | 3 giugno 2006    | SSS                       |
| 723118 | 2006 LG6                 | 4 giugno 2006    | Mount Lemmon Survey       |
| 723119 | 2006 LR6                 | 3 giugno 2006    | SSS                       |
| 723120 | 2006 LC8                 | 26 ottobre 2008  | Mount Lemmon Survey       |
| 723121 | 2006 LS8                 | 28 gennaio 2014  | Mount Lemmon Survey       |
| 723122 | 2006 LW8                 | 10 marzo 2016    | Mount Lemmon Survey       |
| 723123 | 2006 LC9                 | 20 gennaio 2015  | Pan-STARRS                |
| 723124 | 2006 MA1                 | 24 maggio 2006   | Mount Lemmon Survey       |
| 723125 | 2006 MM2                 | 16 giugno 2006   | Spacewatch                |
| 723126 | 2006 MA3                 | 19 giugno 2006   | Spacewatch                |
| 723127 | 2006 MB3                 | 19 giugno 2006   | Spacewatch                |
| 723128 | 2006 MB6                 | 19 giugno 2006   | Spacewatch                |
| 723129 | 2006 MO13                | 23 giugno 2006   | LUSS                      |
| 723130 | 2006 MQ15                | 27 agosto 2013   | Pan-STARRS                |
| 723131 | 2006 MT15                | 22 giugno 2006   | Spacewatch                |
| 723132 | 2006 MX15                | 2 agosto 2010    | WISE                      |
| 723133 | 2006 MN16                | 15 aprile 2010   | Mount Lemmon Survey       |
| 723134 | 2006 MR16                | 18 giugno 2006   | Spacewatch                |
| 723135 | 2006 MY16                | 13 novembre 2010 | Mount Lemmon Survey       |
| 723136 | 2006 NL                  | 2 luglio 2006    | LINEAR                    |
| 723137 | 2006 OL6                 | 21 luglio 2006   | Mount Lemmon Survey       |
| 723138 | 2006 OO19                | 20 luglio 2006   | SSS                       |
| 723139 | 2006 OV22                | 13 marzo 2005    | LONEOS                    |
| 723140 | 2006 OG27                | 21 luglio 2006   | Mount Lemmon Survey       |
| 723141 | 2006 OJ30                | 30 gennaio 2009  | Mount Lemmon Survey       |
| 723142 | 2006 ON33                | 19 luglio 2006   | Osservatorio di Mauna Kea |
| 723143 | 2006 OQ35                | 19 luglio 2006   | Mauna Kea Obs.            |
| 723144 | 2006 OA39                | 19 novembre 2007 | Spacewatch                |
| 723145 | 2006 OG39                | 11 novembre 2010 | Mount Lemmon Survey       |
| 723146 | 2006 PX2                 | 12 agosto 2006   | NEAT                      |
| 723147 | 2006 PW17                | 13 agosto 2006   | NEAT                      |
| 723148 | 2006 PH28                | 14 agosto 2006   | SSS                       |
| 723149 | 2006 PM33                | 13 agosto 2006   | NEAT                      |
| 723150 | 2006 PU34                | 24 maggio 2006   | Mount Lemmon Survey       |
| 723151 | 2006 PB39                | 23 giugno 2006   | NEAT                      |
| 723152 | 2006 PA42                | 17 agosto 2006   | NEAT                      |
| 723153 | 2006 QD22                | 4 ottobre 2002   | NEAT                      |
| 723154 | 2006 QM22                | 11 marzo 2005    | Spacewatch                |
| 723155 | 2006 QJ33                | 24 agosto 2006   | J. W. Young               |
| 723156 | 2006 QV53                | 16 agosto 2006   | SSS                       |
| 723157 | 2006 QE62                | 22 agosto 2006   | NEAT                      |
| 723158 | 2006 QB70                | 21 agosto 2006   | Spacewatch                |
| 723159 | 2006 QE70                | 21 agosto 2006   | Spacewatch                |
| 723160 | 2006 QW71                | 21 agosto 2006   | Spacewatch                |
| 723161 | 2006 QP72                | 21 agosto 2006   | Spacewatch                |
| 723162 | 2006 QT78                | 23 agosto 2006   | LINEAR                    |
| 723163 | 2006 QZ82                | 27 agosto 2006   | Spacewatch                |
| 723164 | 2006 QV83                | 23 febbraio 2003 | Spacewatch                |
| 723165 | 2006 QQ91                | 21 luglio 2006   | CSS                       |
| 723166 | 2006 QE98                | 22 agosto 2006   | NEAT                      |
| 723167 | 2006 QQ105               | 28 agosto 2006   | CSS                       |
| 723168 | 2006 QV109               | 19 agosto 2006   | Spacewatch                |
| 723169 | 2006 QZ111               | 22 agosto 2006   | NEAT                      |
| 723170 | 2006 QQ114               | 31 dicembre 2002 | Spacewatch                |
| 723171 | 2006 QM125               | 24 agosto 2006   | NEAT                      |
| 723172 | 2006 QT127               | 17 agosto 2006   | NEAT                      |
| 723173 | 2006 QU127               | 11 novembre 2001 | SDSS Collaboration        |
| 723174 | 2006 QB130               | 19 agosto 2006   | NEAT                      |
| 723175 | 2006 QH138               | 19 gennaio 2004  | Spacewatch                |
| 723176 | 2006 QF140               | 21 agosto 2006   | NEAT                      |
| 723177 | 2006 QV146               | 18 agosto 2006   | Spacewatch                |
| 723178 | 2006 QF152               | 19 agosto 2006   | Spacewatch                |
| 723179 | 2006 QX153               | 19 agosto 2006   | Spacewatch                |
| 723180 | 2006 QD159               | 19 agosto 2006   | Spacewatch                |
| 723181 | 2006 QQ160               | 19 agosto 2006   | Spacewatch                |
| 723182 | 2006 QJ174               | 27 agosto 2006   | Spacewatch                |
| 723183 | 2006 QW188               | 19 agosto 2006   | Spacewatch                |
| 723184 | 2006 QL190               | 29 agosto 2006   | Spacewatch                |
| 723185 | 2006 QM190               | 10 agosto 2013   | Spacewatch                |
| 723186 | 2006 QO190               | 1 maggio 2016    | Pan-STARRS                |
| 723187 | 2006 QZ190               | 28 agosto 2006   | Spacewatch                |
| 723188 | 2006 QE191               | 27 agosto 2006   | Spacewatch                |
| 723189 | 2006 QT191               | 19 agosto 2006   | Spacewatch                |
| 723190 | 2006 QR194               | 30 agosto 2006   | LONEOS                    |
| 723191 | 2006 QV194               | 18 agosto 2006   | Spacewatch                |
| 723192 | 2006 QY194               | 11 giugno 2010   | WISE                      |
| 723193 | 2006 QQ195               | 5 aprile 2014    | Pan-STARRS                |
| 723194 | 2006 QQ196               | 30 dicembre 2007 | Mount Lemmon Survey       |
| 723195 | 2006 QR196               | 30 agosto 2006   | LONEOS                    |
| 723196 | 2006 QM197               | 29 agosto 2006   | Spacewatch                |
| 723197 | 2006 QJ198               | 19 agosto 2006   | Spacewatch                |
| 723198 | 2006 QN198               | 18 agosto 2006   | Spacewatch                |
| 723199 | 2006 QB199               | 16 agosto 2006   | NEAT                      |
| 723200 | 2006 QJ199               | 6 settembre 2013 | Spacewatch                |

## 723201–723300
| Nome   | Designazione provvisoria | Data di scoperta  | Scopritore                              |
| ------ | ------------------------ | ----------------- | --------------------------------------- |
| 723201 | 2006 QH203               | 28 agosto 2006    | Spacewatch                              |
| 723202 | 2006 QJ203               | 28 agosto 2006    | Spacewatch                              |
| 723203 | 2006 QH206               | 27 agosto 2006    | Spacewatch                              |
| 723204 | 2006 QD207               | 28 agosto 2006    | Spacewatch                              |
| 723205 | 2006 RH30                | 15 settembre 2006 | Spacewatch                              |
| 723206 | 2006 RS30                | 15 settembre 2006 | Spacewatch                              |
| 723207 | 2006 RR34                | 13 settembre 2006 | NEAT                                    |
| 723208 | 2006 RT36                | 29 agosto 2006    | CSS                                     |
| 723209 | 2006 RW40                | 14 settembre 2006 | Spacewatch                              |
| 723210 | 2006 RS64                | 14 settembre 2006 | Spacewatch                              |
| 723211 | 2006 RX66                | 15 settembre 2006 | Spacewatch                              |
| 723212 | 2006 RV68                | 21 agosto 2006    | Spacewatch                              |
| 723213 | 2006 RF71                | 15 settembre 2006 | Spacewatch                              |
| 723214 | 2006 RE90                | 15 settembre 2006 | Spacewatch                              |
| 723215 | 2006 RM102               | 14 settembre 2006 | CSS                                     |
| 723216 | 2006 RA107               | 19 settembre 2006 | Spacewatch                              |
| 723217 | 2006 RY111               | 14 settembre 2006 | J. Masiero, R. Jedicke                  |
| 723218 | 2006 RE117               | 14 settembre 2006 | J. Masiero, R. Jedicke                  |
| 723219 | 2006 RH123               | 4 maggio 2014     | Pan-STARRS                              |
| 723220 | 2006 RY123               | 15 settembre 2006 | Spacewatch                              |
| 723221 | 2006 RH124               | 8 febbraio 2013   | Pan-STARRS                              |
| 723222 | 2006 SF2                 | 24 luglio 2000    | Spacewatch                              |
| 723223 | 2006 SB18                | 17 settembre 2006 | Spacewatch                              |
| 723224 | 2006 SG18                | 17 settembre 2006 | Spacewatch                              |
| 723225 | 2006 SQ30                | 29 agosto 2006    | Spacewatch                              |
| 723226 | 2006 ST33                | 17 settembre 2006 | CSS                                     |
| 723227 | 2006 SH42                | 30 gennaio 2008   | Mount Lemmon Survey                     |
| 723228 | 2006 SM45                | 18 settembre 2006 | Spacewatch                              |
| 723229 | 2006 SB54                | 16 settembre 2006 | CSS                                     |
| 723230 | 2006 SX64                | 20 settembre 2006 | W. Bickel                               |
| 723231 | 2006 SP74                | 19 settembre 2006 | Spacewatch                              |
| 723232 | 2006 ST81                | 18 settembre 2006 | Spacewatch                              |
| 723233 | 2006 SB84                | 18 settembre 2006 | Spacewatch                              |
| 723234 | 2006 SG89                | 18 settembre 2006 | Spacewatch                              |
| 723235 | 2006 SX89                | 18 settembre 2006 | Spacewatch                              |
| 723236 | 2006 SQ93                | 18 settembre 2006 | Spacewatch                              |
| 723237 | 2006 SX102               | 19 settembre 2006 | Spacewatch                              |
| 723238 | 2006 SG108               | 16 marzo 2005     | Spacewatch                              |
| 723239 | 2006 SJ115               | 15 settembre 2006 | Spacewatch                              |
| 723240 | 2006 SJ140               | 27 agosto 2006    | Spacewatch                              |
| 723241 | 2006 SK140               | 22 settembre 2006 | CSS                                     |
| 723242 | 2006 SF152               | 19 settembre 2006 | Spacewatch                              |
| 723243 | 2006 SR154               | 10 agosto 2006    | NEAT                                    |
| 723244 | 2006 SX155               | 23 settembre 2006 | Spacewatch                              |
| 723245 | 2006 SF156               | 23 settembre 2006 | Spacewatch                              |
| 723246 | 2006 SY158               | 15 settembre 2006 | Spacewatch                              |
| 723247 | 2006 SX172               | 17 settembre 2006 | Spacewatch                              |
| 723248 | 2006 SO175               | 29 agosto 2006    | Spacewatch                              |
| 723249 | 2006 SD176               | 17 settembre 2006 | Spacewatch                              |
| 723250 | 2006 SR177               | 25 settembre 2006 | Spacewatch                              |
| 723251 | 2006 SG178               | 5 novembre 2002   | Osservatorio del Roque de los Muchachos |
| 723252 | 2006 SD179               | 14 settembre 2006 | Spacewatch                              |
| 723253 | 2006 SB180               | 19 settembre 2006 | Spacewatch                              |
| 723254 | 2006 SK182               | 14 settembre 2006 | Spacewatch                              |
| 723255 | 2006 SF190               | 19 settembre 2006 | Spacewatch                              |
| 723256 | 2006 SE193               | 26 settembre 2006 | Mount Lemmon Survey                     |
| 723257 | 2006 SY195               | 26 settembre 2006 | Mount Lemmon Survey                     |
| 723258 | 2006 SV196               | 26 settembre 2006 | Spacewatch                              |
| 723259 | 2006 SJ200               | 24 settembre 2006 | Spacewatch                              |
| 723260 | 2006 SQ201               | 24 settembre 2006 | Spacewatch                              |
| 723261 | 2006 SQ209               | 26 settembre 2006 | Mount Lemmon Survey                     |
| 723262 | 2006 SG211               | 18 settembre 2006 | CSS                                     |
| 723263 | 2006 SU226               | 26 settembre 2006 | Spacewatch                              |
| 723264 | 2006 SV226               | 26 settembre 2006 | Spacewatch                              |
| 723265 | 2006 SY229               | 28 maggio 2005    | J. Broughton                            |
| 723266 | 2006 SH232               | 26 settembre 2006 | Spacewatch                              |
| 723267 | 2006 SA233               | 18 settembre 2006 | Spacewatch                              |
| 723268 | 2006 SW237               | 26 settembre 2006 | Spacewatch                              |
| 723269 | 2006 SW239               | 26 settembre 2006 | Spacewatch                              |
| 723270 | 2006 SV243               | 26 settembre 2006 | Spacewatch                              |
| 723271 | 2006 SK255               | 26 settembre 2006 | Mount Lemmon Survey                     |
| 723272 | 2006 SR257               | 19 settembre 2006 | Spacewatch                              |
| 723273 | 2006 SF276               | 19 agosto 2006    | Spacewatch                              |
| 723274 | 2006 SS276               | 28 settembre 2006 | Spacewatch                              |
| 723275 | 2006 SC278               | 28 settembre 2006 | Mount Lemmon Survey                     |
| 723276 | 2006 SJ282               | 18 settembre 2006 | CSS                                     |
| 723277 | 2006 SW288               | 26 settembre 2006 | CSS                                     |
| 723278 | 2006 SD291               | 16 settembre 2006 | CSS                                     |
| 723279 | 2006 SC293               | 25 settembre 2006 | Spacewatch                              |
| 723280 | 2006 SF297               | 25 settembre 2006 | Spacewatch                              |
| 723281 | 2006 SG297               | 14 settembre 2006 | Spacewatch                              |
| 723282 | 2006 SV308               | 17 settembre 2006 | Spacewatch                              |
| 723283 | 2006 SJ315               | 27 settembre 2006 | Spacewatch                              |
| 723284 | 2006 SU329               | 22 maggio 2001    | J. L. Elliot, L. H. Wasserman           |
| 723285 | 2006 SY332               | 28 settembre 2006 | Spacewatch                              |
| 723286 | 2006 SN335               | 14 settembre 2006 | Spacewatch                              |
| 723287 | 2006 SO336               | 14 settembre 2006 | Spacewatch                              |
| 723288 | 2006 SX337               | 28 settembre 2006 | Spacewatch                              |
| 723289 | 2006 SG341               | 28 settembre 2006 | Spacewatch                              |
| 723290 | 2006 SW344               | 28 settembre 2006 | Spacewatch                              |
| 723291 | 2006 SR346               | 28 settembre 2006 | Spacewatch                              |
| 723292 | 2006 SK362               | 30 settembre 2006 | Mount Lemmon Survey                     |
| 723293 | 2006 SQ366               | 11 ottobre 2012   | Spacewatch                              |
| 723294 | 2006 SJ376               | 17 settembre 2006 | SDSS Collaboration                      |
| 723295 | 2006 SR380               | 22 settembre 2006 | SDSS Collaboration                      |
| 723296 | 2006 SN382               | 22 ottobre 2006   | CSS                                     |
| 723297 | 2006 SY382               | 26 settembre 2006 | Mount Lemmon Survey                     |
| 723298 | 2006 SQ383               | 29 settembre 2006 | SDSS Collaboration                      |
| 723299 | 2006 SZ383               | 17 settembre 2006 | SDSS Collaboration                      |
| 723300 | 2006 SG385               | 28 agosto 2006    | SDSS Collaboration                      |

## 723301–723400
| Nome   | Designazione provvisoria | Data di scoperta  | Scopritore          |
| ------ | ------------------------ | ----------------- | ------------------- |
| 723301 | 2006 SC386               | 16 settembre 2006 | SDSS Collaboration  |
| 723302 | 2006 SR386               | 27 settembre 2006 | SDSS Collaboration  |
| 723303 | 2006 SB389               | 16 novembre 2006  | CSS                 |
| 723304 | 2006 SW399               | 18 settembre 2006 | Spacewatch          |
| 723305 | 2006 SR401               | 30 settembre 2006 | Mount Lemmon Survey |
| 723306 | 2006 SW405               | 17 settembre 2006 | Spacewatch          |
| 723307 | 2006 SY413               | 23 marzo 2015     | Mount Lemmon Survey |
| 723308 | 2006 SB414               | 22 settembre 2006 | Apache Point Obs.   |
| 723309 | 2006 SJ415               | 18 settembre 2006 | CSS                 |
| 723310 | 2006 SR415               | 9 maggio 2005     | Mount Lemmon Survey |
| 723311 | 2006 SU415               | 28 settembre 2006 | Mount Lemmon Survey |
| 723312 | 2006 SP425               | 28 settembre 2006 | CSS                 |
| 723313 | 2006 SW425               | 27 settembre 2006 | Spacewatch          |
| 723314 | 2006 SY425               | 17 settembre 2006 | Spacewatch          |
| 723315 | 2006 SG426               | 22 settembre 2012 | Spacewatch          |
| 723316 | 2006 SM426               | 14 aprile 2010    | WISE                |
| 723317 | 2006 SW426               | 15 settembre 2006 | Spacewatch          |
| 723318 | 2006 SN427               | 17 settembre 2006 | Spacewatch          |
| 723319 | 2006 SK429               | 17 settembre 2006 | CSS                 |
| 723320 | 2006 SQ429               | 24 settembre 2006 | Spacewatch          |
| 723321 | 2006 SX433               | 26 settembre 2006 | Mount Lemmon Survey |
| 723322 | 2006 ST435               | 25 gennaio 2009   | Spacewatch          |
| 723323 | 2006 SR436               | 21 maggio 2015    | CTIO-DECam          |
| 723324 | 2006 SU436               | 27 settembre 2006 | Spacewatch          |
| 723325 | 2006 SV436               | 17 settembre 2006 | CSS                 |
| 723326 | 2006 SY440               | 26 settembre 2006 | Mount Lemmon Survey |
| 723327 | 2006 SD441               | 21 settembre 2017 | Pan-STARRS          |
| 723328 | 2006 SV442               | 28 luglio 2011    | Pan-STARRS          |
| 723329 | 2006 SM443               | 27 settembre 2006 | Mount Lemmon Survey |
| 723330 | 2006 SN443               | 15 dicembre 2007  | Mount Lemmon Survey |
| 723331 | 2006 SG444               | 6 giugno 2018     | Pan-STARRS          |
| 723332 | 2006 SS444               | 23 ottobre 2011   | Spacewatch          |
| 723333 | 2006 SW444               | 28 agosto 2006    | CSS                 |
| 723334 | 2006 SU445               | 16 settembre 2006 | Spacewatch          |
| 723335 | 2006 ST446               | 26 settembre 2006 | Spacewatch          |
| 723336 | 2006 SV446               | 26 settembre 2006 | Mount Lemmon Survey |
| 723337 | 2006 SA447               | 26 settembre 2006 | CSS                 |
| 723338 | 2006 SU449               | 27 settembre 2006 | Spacewatch          |
| 723339 | 2006 SG452               | 28 settembre 2006 | Spacewatch          |
| 723340 | 2006 SP454               | 26 settembre 2006 | Spacewatch          |
| 723341 | 2006 SC456               | 7 aprile 2005     | Spacewatch          |
| 723342 | 2006 TS4                 | 2 ottobre 2006    | Mount Lemmon Survey |
| 723343 | 2006 TF5                 | 4 maggio 2005     | Spacewatch          |
| 723344 | 2006 TR18                | 11 ottobre 2006   | Spacewatch          |
| 723345 | 2006 TE20                | 28 settembre 2006 | Mount Lemmon Survey |
| 723346 | 2006 TM46                | 26 settembre 2006 | Mount Lemmon Survey |
| 723347 | 2006 TH82                | 13 ottobre 2006   | Spacewatch          |
| 723348 | 2006 TR83                | 4 ottobre 2006    | Mount Lemmon Survey |
| 723349 | 2006 TZ84                | 13 ottobre 2006   | Spacewatch          |
| 723350 | 2006 TW102               | 28 settembre 2006 | Mount Lemmon Survey |
| 723351 | 2006 TV113               | 29 settembre 2006 | SDSS Collaboration  |
| 723352 | 2006 TW113               | 16 settembre 2006 | SDSS Collaboration  |
| 723353 | 2006 TO120               | 12 ottobre 2006   | SDSS Collaboration  |
| 723354 | 2006 TP126               | 2 ottobre 2006    | Mount Lemmon Survey |
| 723355 | 2006 TH129               | 16 febbraio 2004  | CSS                 |
| 723356 | 2006 TZ132               | 3 ottobre 2006    | Mount Lemmon Survey |
| 723357 | 2006 TS133               | 4 ottobre 2006    | Mount Lemmon Survey |
| 723358 | 2006 TZ135               | 3 marzo 2013      | Mount Lemmon Survey |
| 723359 | 2006 TP137               | 12 marzo 2013     | Spacewatch          |
| 723360 | 2006 TV137               | 10 ottobre 2015   | Pan-STARRS          |
| 723361 | 2006 TA140               | 2 ottobre 2006    | Mount Lemmon Survey |
| 723362 | 2006 TS142               | 2 ottobre 2006    | Mount Lemmon Survey |
| 723363 | 2006 UB4                 | 17 ottobre 2006   | K. Sárneczky        |
| 723364 | 2006 UN18                | 25 settembre 2006 | Spacewatch          |
| 723365 | 2006 UA28                | 26 settembre 2006 | Mount Lemmon Survey |
| 723366 | 2006 UK76                | 27 settembre 2006 | Spacewatch          |
| 723367 | 2006 UA77                | 17 ottobre 2006   | Spacewatch          |
| 723368 | 2006 UX98                | 18 ottobre 2006   | Spacewatch          |
| 723369 | 2006 UN105               | 3 ottobre 2006    | Mount Lemmon Survey |
| 723370 | 2006 UW105               | 18 ottobre 2006   | Spacewatch          |
| 723371 | 2006 UE107               | 18 ottobre 2006   | Spacewatch          |
| 723372 | 2006 UT115               | 19 ottobre 2006   | Spacewatch          |
| 723373 | 2006 UW119               | 30 settembre 2006 | Mount Lemmon Survey |
| 723374 | 2006 UP123               | 2 ottobre 2006    | Spacewatch          |
| 723375 | 2006 UR123               | 24 settembre 2006 | Spacewatch          |
| 723376 | 2006 UD125               | 19 ottobre 2006   | Spacewatch          |
| 723377 | 2006 UP125               | 19 ottobre 2006   | Spacewatch          |
| 723378 | 2006 UL128               | 19 ottobre 2006   | Spacewatch          |
| 723379 | 2006 UO128               | 19 ottobre 2006   | Spacewatch          |
| 723380 | 2006 UU131               | 19 ottobre 2006   | Spacewatch          |
| 723381 | 2006 UE133               | 19 ottobre 2006   | Spacewatch          |
| 723382 | 2006 UM133               | 26 settembre 2006 | Mount Lemmon Survey |
| 723383 | 2006 UT133               | 19 ottobre 2006   | Spacewatch          |
| 723384 | 2006 UM141               | 19 ottobre 2006   | Mount Lemmon Survey |
| 723385 | 2006 UR142               | 19 ottobre 2006   | Spacewatch          |
| 723386 | 2006 UV144               | 26 agosto 2006    | LUSS                |
| 723387 | 2006 UJ151               | 20 ottobre 2006   | Spacewatch          |
| 723388 | 2006 UB154               | 21 agosto 2006    | Spacewatch          |
| 723389 | 2006 UM154               | 2 ottobre 2006    | Mount Lemmon Survey |
| 723390 | 2006 UL158               | 21 ottobre 2006   | Mount Lemmon Survey |
| 723391 | 2006 UR159               | 21 ottobre 2006   | Mount Lemmon Survey |
| 723392 | 2006 UZ164               | 3 ottobre 2006    | Mount Lemmon Survey |
| 723393 | 2006 UR167               | 2 ottobre 2006    | Mount Lemmon Survey |
| 723394 | 2006 UX168               | 18 settembre 2006 | Spacewatch          |
| 723395 | 2006 UH171               | 21 ottobre 2006   | Mount Lemmon Survey |
| 723396 | 2006 UW182               | 16 ottobre 2006   | CSS                 |
| 723397 | 2006 UP194               | 20 ottobre 2006   | Spacewatch          |
| 723398 | 2006 UJ203               | 30 settembre 2006 | CSS                 |
| 723399 | 2006 UJ206               | 23 ottobre 2006   | Spacewatch          |
| 723400 | 2006 UT235               | 23 ottobre 2006   | Spacewatch          |

## 723401–723500
| Nome   | Designazione provvisoria | Data di scoperta  | Scopritore          |
| ------ | ------------------------ | ----------------- | ------------------- |
| 723401 | 2006 UO240               | 11 ottobre 2006   | Spacewatch          |
| 723402 | 2006 UB248               | 27 ottobre 2006   | Mount Lemmon Survey |
| 723403 | 2006 UW250               | 27 ottobre 2006   | Mount Lemmon Survey |
| 723404 | 2006 UM252               | 16 ottobre 2006   | Spacewatch          |
| 723405 | 2006 UL255               | 27 ottobre 2006   | Mount Lemmon Survey |
| 723406 | 2006 UM257               | 20 ottobre 2006   | Spacewatch          |
| 723407 | 2006 UB263               | 27 ottobre 2006   | CSS                 |
| 723408 | 2006 UO266               | 3 ottobre 2006    | Mount Lemmon Survey |
| 723409 | 2006 UB267               | 23 ottobre 2006   | Spacewatch          |
| 723410 | 2006 UG269               | 16 ottobre 2006   | Spacewatch          |
| 723411 | 2006 UT279               | 20 ottobre 2006   | Spacewatch          |
| 723412 | 2006 UT292               | 28 ottobre 2006   | Mount Lemmon Survey |
| 723413 | 2006 UH293               | 21 luglio 2006    | Mount Lemmon Survey |
| 723414 | 2006 UG302               | 18 agosto 2006    | Spacewatch          |
| 723415 | 2006 US307               | 30 settembre 2006 | Mount Lemmon Survey |
| 723416 | 2006 UP320               | 15 marzo 2004     | Spacewatch          |
| 723417 | 2006 UY322               | 14 settembre 2006 | CSS                 |
| 723418 | 2006 UP323               | 15 settembre 2006 | Spacewatch          |
| 723419 | 2006 UX324               | 19 ottobre 2006   | L. H. Wasserman     |
| 723420 | 2006 UD341               | 30 settembre 2006 | Mount Lemmon Survey |
| 723421 | 2006 UQ364               | 21 ottobre 2006   | Mount Lemmon Survey |
| 723422 | 2006 UV364               | 22 ottobre 2006   | Mount Lemmon Survey |
| 723423 | 2006 UA365               | 23 ottobre 2006   | CSS                 |
| 723424 | 2006 UK365               | 27 ottobre 2006   | CSS                 |
| 723425 | 2006 UM367               | 24 maggio 2010    | WISE                |
| 723426 | 2006 UY367               | 12 settembre 2015 | Pan-STARRS          |
| 723427 | 2006 UO368               | 12 novembre 2006  | Mount Lemmon Survey |
| 723428 | 2006 UB369               | 21 ottobre 2006   | Mount Lemmon Survey |
| 723429 | 2006 UJ370               | 6 luglio 2016     | Pan-STARRS          |
| 723430 | 2006 UK370               | 23 ottobre 2011   | Spacewatch          |
| 723431 | 2006 UP372               | 27 ottobre 2006   | Mount Lemmon Survey |
| 723432 | 2006 UE373               | 13 ottobre 2006   | Spacewatch          |
| 723433 | 2006 UF373               | 20 ottobre 2006   | Spacewatch          |
| 723434 | 2006 UM373               | 23 ottobre 2006   | Spacewatch          |
| 723435 | 2006 UT373               | 21 ottobre 2006   | Mount Lemmon Survey |
| 723436 | 2006 UB374               | 16 ottobre 2006   | CSS                 |
| 723437 | 2006 UV374               | 2 ottobre 2006    | Mount Lemmon Survey |
| 723438 | 2006 UK376               | 8 ottobre 2012    | Pan-STARRS          |
| 723439 | 2006 UW378               | 24 novembre 2006  | Mount Lemmon Survey |
| 723440 | 2006 UX378               | 27 ottobre 2006   | CSS                 |
| 723441 | 2006 UZ378               | 27 giugno 2014    | Pan-STARRS          |
| 723442 | 2006 UD380               | 11 marzo 2008     | Spacewatch          |
| 723443 | 2006 UE382               | 21 ottobre 2006   | Spacewatch          |
| 723444 | 2006 UT383               | 13 aprile 2008    | Mount Lemmon Survey |
| 723445 | 2006 UQ390               | 19 ottobre 2006   | Spacewatch          |
| 723446 | 2006 UO392               | 17 ottobre 2006   | Spacewatch          |
| 723447 | 2006 UC393               | 19 ottobre 2006   | Spacewatch          |
| 723448 | 2006 VN6                 | 10 novembre 2006  | Spacewatch          |
| 723449 | 2006 VU11                | 13 ottobre 2006   | Spacewatch          |
| 723450 | 2006 VU14                | 25 settembre 2006 | Mount Lemmon Survey |
| 723451 | 2006 VB22                | 30 settembre 2002 | P. Pravec           |
| 723452 | 2006 VC52                | 14 settembre 2006 | CSS                 |
| 723453 | 2006 VL72                | 11 novembre 2006  | Mount Lemmon Survey |
| 723454 | 2006 VA75                | 11 novembre 2006  | Mount Lemmon Survey |
| 723455 | 2006 VJ76                | 12 novembre 2006  | Mount Lemmon Survey |
| 723456 | 2006 VO78                | 28 settembre 2002 | M. Kretlow          |
| 723457 | 2006 VZ80                | 14 febbraio 2004  | Spacewatch          |
| 723458 | 2006 VQ82                | 13 novembre 2006  | Spacewatch          |
| 723459 | 2006 VM88                | 14 novembre 2006  | Mount Lemmon Survey |
| 723460 | 2006 VA92                | 15 novembre 2006  | Mount Lemmon Survey |
| 723461 | 2006 VP117               | 27 settembre 2006 | Mount Lemmon Survey |
| 723462 | 2006 VG118               | 22 agosto 2001    | Spacewatch          |
| 723463 | 2006 VS120               | 14 novembre 2006  | Spacewatch          |
| 723464 | 2006 VX121               | 21 ottobre 2006   | Spacewatch          |
| 723465 | 2006 VZ123               | 14 novembre 2006  | Spacewatch          |
| 723466 | 2006 VY124               | 14 novembre 2006  | Spacewatch          |
| 723467 | 2006 VR125               | 14 novembre 2006  | Spacewatch          |
| 723468 | 2006 VT126               | 15 novembre 2006  | Spacewatch          |
| 723469 | 2006 VC131               | 28 settembre 2006 | Mount Lemmon Survey |
| 723470 | 2006 VH131               | 15 novembre 2006  | Spacewatch          |
| 723471 | 2006 VH132               | 15 novembre 2006  | Spacewatch          |
| 723472 | 2006 VP151               | 21 ottobre 2006   | Spacewatch          |
| 723473 | 2006 VC168               | 28 settembre 2006 | Spacewatch          |
| 723474 | 2006 VB174               | 28 ottobre 2006   | Mount Lemmon Survey |
| 723475 | 2006 VU176               | 23 gennaio 2015   | Pan-STARRS          |
| 723476 | 2006 VC177               | 1 novembre 2006   | Spacewatch          |
| 723477 | 2006 VU178               | 11 novembre 2006  | Spacewatch          |
| 723478 | 2006 VL180               | 30 marzo 2008     | Spacewatch          |
| 723479 | 2006 VO180               | 15 novembre 2006  | Spacewatch          |
| 723480 | 2006 VS180               | 3 ottobre 2015    | Mount Lemmon Survey |
| 723481 | 2006 VM181               | 4 luglio 2014     | Pan-STARRS          |
| 723482 | 2006 VA182               | 10 febbraio 2008  | Mount Lemmon Survey |
| 723483 | 2006 VD186               | 1 novembre 2006   | Spacewatch          |
| 723484 | 2006 WZ5                 | 16 novembre 2006  | Spacewatch          |
| 723485 | 2006 WW8                 | 16 novembre 2006  | Spacewatch          |
| 723486 | 2006 WR9                 | 16 maggio 2005    | Mount Lemmon Survey |
| 723487 | 2006 WW13                | 26 agosto 2005    | NEAT                |
| 723488 | 2006 WP16                | 17 novembre 2006  | Spacewatch          |
| 723489 | 2006 WK17                | 1 novembre 2006   | Mount Lemmon Survey |
| 723490 | 2006 WA20                | 17 novembre 2006  | Mount Lemmon Survey |
| 723491 | 2006 WE20                | 17 novembre 2006  | Mount Lemmon Survey |
| 723492 | 2006 WC21                | 21 ottobre 2006   | LUSS                |
| 723493 | 2006 WZ23                | 17 novembre 2006  | Mount Lemmon Survey |
| 723494 | 2006 WE25                | 17 novembre 2006  | Mount Lemmon Survey |
| 723495 | 2006 WR25                | 17 novembre 2006  | Mount Lemmon Survey |
| 723496 | 2006 WH31                | 16 ottobre 2006   | Spacewatch          |
| 723497 | 2006 WN32                | 16 novembre 2006  | Spacewatch          |
| 723498 | 2006 WB34                | 12 novembre 2006  | Mount Lemmon Survey |
| 723499 | 2006 WH34                | 3 ottobre 2006    | Mount Lemmon Survey |
| 723500 | 2006 WH35                | 16 novembre 2006  | Spacewatch          |

## 723501–723600
| Nome   | Designazione provvisoria | Data di scoperta  | Scopritore                |
| ------ | ------------------------ | ----------------- | ------------------------- |
| 723501 | 2006 WS37                | 16 novembre 2006  | Spacewatch                |
| 723502 | 2006 WN39                | 16 novembre 2006  | Spacewatch                |
| 723503 | 2006 WN41                | 16 novembre 2006  | Spacewatch                |
| 723504 | 2006 WG42                | 16 novembre 2006  | Mount Lemmon Survey       |
| 723505 | 2006 WA43                | 16 novembre 2006  | Spacewatch                |
| 723506 | 2006 WP44                | 16 novembre 2006  | Spacewatch                |
| 723507 | 2006 WO47                | 16 novembre 2006  | Spacewatch                |
| 723508 | 2006 WW50                | 16 novembre 2006  | Spacewatch                |
| 723509 | 2006 WF52                | 16 novembre 2006  | Spacewatch                |
| 723510 | 2006 WW59                | 4 ottobre 2006    | Mount Lemmon Survey       |
| 723511 | 2006 WT60                | 31 ottobre 2006   | CSS                       |
| 723512 | 2006 WR75                | 30 luglio 2005    | NEAT                      |
| 723513 | 2006 WK77                | 10 novembre 2006  | Spacewatch                |
| 723514 | 2006 WG81                | 22 ottobre 2006   | NEAT                      |
| 723515 | 2006 WM88                | 28 settembre 2005 | NEAT                      |
| 723516 | 2006 WP91                | 31 ottobre 2006   | Spacewatch                |
| 723517 | 2006 WB93                | 19 novembre 2006  | Spacewatch                |
| 723518 | 2006 WZ98                | 19 novembre 2006  | Spacewatch                |
| 723519 | 2006 WG105               | 19 novembre 2006  | Spacewatch                |
| 723520 | 2006 WT114               | 20 novembre 2006  | Spacewatch                |
| 723521 | 2006 WV120               | 31 luglio 2000    | M. W. Buie, S. D. Kern    |
| 723522 | 2006 WA121               | 16 novembre 2006  | Spacewatch                |
| 723523 | 2006 WA122               | 21 novembre 2006  | Mount Lemmon Survey       |
| 723524 | 2006 WM124               | 22 novembre 2006  | Mount Lemmon Survey       |
| 723525 | 2006 WV130               | 22 ottobre 2006   | SSS                       |
| 723526 | 2006 WD137               | 19 novembre 2006  | Spacewatch                |
| 723527 | 2006 WQ154               | 22 novembre 2006  | Spacewatch                |
| 723528 | 2006 WD169               | 11 novembre 2006  | Spacewatch                |
| 723529 | 2006 WW172               | 23 novembre 2006  | Spacewatch                |
| 723530 | 2006 WA174               | 23 novembre 2006  | Spacewatch                |
| 723531 | 2006 WE177               | 23 novembre 2006  | Mount Lemmon Survey       |
| 723532 | 2006 WW189               | 25 novembre 2006  | Mount Lemmon Survey       |
| 723533 | 2006 WJ209               | 22 novembre 2006  | Mount Lemmon Survey       |
| 723534 | 2006 WP209               | 18 novembre 2006  | Mount Lemmon Survey       |
| 723535 | 2006 WK213               | 23 giugno 2016    | Pan-STARRS                |
| 723536 | 2006 WF215               | 23 ottobre 2015   | Mount Lemmon Survey       |
| 723537 | 2006 WO217               | 21 novembre 2006  | Mount Lemmon Survey       |
| 723538 | 2006 WR217               | 16 novembre 2006  | Spacewatch                |
| 723539 | 2006 WA219               | 4 aprile 2008     | CSS                       |
| 723540 | 2006 WF219               | 17 aprile 2009    | Spacewatch                |
| 723541 | 2006 WW219               | 17 novembre 2006  | Mount Lemmon Survey       |
| 723542 | 2006 WA220               | 22 novembre 2006  | Spacewatch                |
| 723543 | 2006 WS220               | 16 dicembre 2007  | Mount Lemmon Survey       |
| 723544 | 2006 WF221               | 3 ottobre 2015    | Mount Lemmon Survey       |
| 723545 | 2006 WM221               | 14 maggio 2009    | Mount Lemmon Survey       |
| 723546 | 2006 WQ222               | 16 luglio 2010    | WISE                      |
| 723547 | 2006 WK223               | 3 novembre 2015   | Pan-STARRS                |
| 723548 | 2006 WA224               | 20 novembre 2006  | Spacewatch                |
| 723549 | 2006 WP224               | 8 marzo 2008      | Mount Lemmon Survey       |
| 723550 | 2006 WR224               | 2 ottobre 2015    | Spacewatch                |
| 723551 | 2006 WE225               | 7 febbraio 2008   | Mount Lemmon Survey       |
| 723552 | 2006 WY227               | 2 settembre 2010  | Mount Lemmon Survey       |
| 723553 | 2006 WZ227               | 15 gennaio 2010   | WISE                      |
| 723554 | 2006 WE228               | 9 febbraio 2008   | Spacewatch                |
| 723555 | 2006 WS229               | 16 novembre 2006  | Spacewatch                |
| 723556 | 2006 WJ231               | 17 novembre 2006  | Mount Lemmon Survey       |
| 723557 | 2006 XO11                | 23 ottobre 2006   | Spacewatch                |
| 723558 | 2006 XW19                | 16 novembre 2006  | Mount Lemmon Survey       |
| 723559 | 2006 XR33                | 11 dicembre 2006  | Spacewatch                |
| 723560 | 2006 XA47                | 19 novembre 2006  | Spacewatch                |
| 723561 | 2006 XJ52                | 14 dicembre 2006  | LINEAR                    |
| 723562 | 2006 XU52                | 14 dicembre 2006  | LINEAR                    |
| 723563 | 2006 XG68                | 21 ottobre 2006   | LUSS                      |
| 723564 | 2006 XR74                | 15 dicembre 2006  | Mount Lemmon Survey       |
| 723565 | 2006 XL75                | 16 settembre 2009 | Spacewatch                |
| 723566 | 2006 XH77                | 12 settembre 2009 | Spacewatch                |
| 723567 | 2006 XK78                | 13 dicembre 2006  | Spacewatch                |
| 723568 | 2006 XM78                | 8 luglio 2010     | WISE                      |
| 723569 | 2006 YV23                | 21 dicembre 2006  | Spacewatch                |
| 723570 | 2006 YU25                | 21 dicembre 2006  | Spacewatch                |
| 723571 | 2006 YX26                | 21 dicembre 2006  | Spacewatch                |
| 723572 | 2006 YV32                | 21 dicembre 2006  | Spacewatch                |
| 723573 | 2006 YU37                | 21 dicembre 2006  | Spacewatch                |
| 723574 | 2006 YN42                | 15 dicembre 2006  | Spacewatch                |
| 723575 | 2006 YJ43                | 12 novembre 2006  | Mount Lemmon Survey       |
| 723576 | 2006 YH50                | 22 novembre 2006  | Mount Lemmon Survey       |
| 723577 | 2006 YO56                | 22 novembre 2006  | Mount Lemmon Survey       |
| 723578 | 2006 YT57                | 16 maggio 2010    | WISE                      |
| 723579 | 2006 YW57                | 17 gennaio 2013   | CSS                       |
| 723580 | 2006 YB58                | 24 ottobre 2011   | Pan-STARRS                |
| 723581 | 2006 YQ59                | 10 ottobre 2015   | Pan-STARRS                |
| 723582 | 2006 YJ62                | 17 ottobre 2010   | Mount Lemmon Survey       |
| 723583 | 2006 YN62                | 13 febbraio 2008  | Spacewatch                |
| 723584 | 2006 YV63                | 23 dicembre 2006  | CSS                       |
| 723585 | 2006 YH65                | 2 gennaio 2017    | Pan-STARRS                |
| 723586 | 2006 YE66                | 27 dicembre 2006  | Mount Lemmon Survey       |
| 723587 | 2006 YQ67                | 27 dicembre 2006  | Mount Lemmon Survey       |
| 723588 | 2006 YK70                | 26 dicembre 2006  | Spacewatch                |
| 723589 | 2007 AM15                | 20 ottobre 2005   | Mount Lemmon Survey       |
| 723590 | 2007 AB30                | 9 gennaio 2007    | Mount Lemmon Survey       |
| 723591 | 2007 AB31                | 10 gennaio 2007   | Mount Lemmon Survey       |
| 723592 | 2007 AK33                | 9 giugno 2012     | Mount Lemmon Survey       |
| 723593 | 2007 AP33                | 4 novembre 2010   | Mount Lemmon Survey       |
| 723594 | 2007 AK35                | 10 gennaio 2007   | Spacewatch                |
| 723595 | 2007 AX36                | 15 gennaio 2007   | Osservatorio di Mauna Kea |
| 723596 | 2007 AP38                | 10 gennaio 2007   | Spacewatch                |
| 723597 | 2007 BU9                 | 19 maggio 2004    | Spacewatch                |
| 723598 | 2007 BC14                | 21 dicembre 2006  | L. H. Wasserman           |
| 723599 | 2007 BQ15                | 17 gennaio 2007   | Spacewatch                |
| 723600 | 2007 BF16                | 17 gennaio 2007   | Spacewatch                |

## 723601–723700
| Nome   | Designazione provvisoria | Data di scoperta  | Scopritore                |
| ------ | ------------------------ | ----------------- | ------------------------- |
| 723601 | 2007 BP52                | 24 gennaio 2007   | Spacewatch                |
| 723602 | 2007 BE68                | 20 marzo 1999     | SDSS Collaboration        |
| 723603 | 2007 BN83                | 21 marzo 1999     | SDSS Collaboration        |
| 723604 | 2007 BT90                | 21 febbraio 2007  | Mount Lemmon Survey       |
| 723605 | 2007 BX94                | 19 gennaio 2007   | Osservatorio di Mauna Kea |
| 723606 | 2007 BR95                | 19 gennaio 2007   | Mauna Kea Obs.            |
| 723607 | 2007 BN97                | 23 febbraio 2007  | VATT                      |
| 723608 | 2007 BY97                | 9 gennaio 2007    | Mount Lemmon Survey       |
| 723609 | 2007 BF99                | 19 gennaio 2007   | Osservatorio di Mauna Kea |
| 723610 | 2007 BJ104               | 26 giugno 2010    | WISE                      |
| 723611 | 2007 BS104               | 23 settembre 2009 | Mount Lemmon Survey       |
| 723612 | 2007 BW104               | 27 gennaio 2007   | Spacewatch                |
| 723613 | 2007 BZ104               | 27 gennaio 2007   | Spacewatch                |
| 723614 | 2007 BB105               | 27 gennaio 2007   | Mount Lemmon Survey       |
| 723615 | 2007 BM105               | 17 giugno 2010    | WISE                      |
| 723616 | 2007 BU106               | 9 novembre 2009   | Spacewatch                |
| 723617 | 2007 BZ106               | 27 gennaio 2007   | Mount Lemmon Survey       |
| 723618 | 2007 BD107               | 25 febbraio 2011  | Spacewatch                |
| 723619 | 2007 BC109               | 25 marzo 2015     | Pan-STARRS                |
| 723620 | 2007 BM110               | 13 marzo 2011     | Spacewatch                |
| 723621 | 2007 BH112               | 24 dicembre 2017  | Pan-STARRS                |
| 723622 | 2007 BW112               | 20 settembre 2014 | Pan-STARRS                |
| 723623 | 2007 BX112               | 27 febbraio 2014  | Mount Lemmon Survey       |
| 723624 | 2007 BN115               | 26 gennaio 2007   | Spacewatch                |
| 723625 | 2007 BA116               | 28 gennaio 2007   | Spacewatch                |
| 723626 | 2007 BD118               | 28 gennaio 2007   | Spacewatch                |
| 723627 | 2007 BQ119               | 27 gennaio 2007   | Mount Lemmon Survey       |
| 723628 | 2007 CP7                 | 6 febbraio 2007   | Spacewatch                |
| 723629 | 2007 CQ29                | 25 gennaio 2007   | Spacewatch                |
| 723630 | 2007 CC38                | 6 febbraio 2007   | Mount Lemmon Survey       |
| 723631 | 2007 CT48                | 10 febbraio 2007  | Mount Lemmon Survey       |
| 723632 | 2007 CW71                | 14 febbraio 2007  | Osservatorio di Mauna Kea |
| 723633 | 2007 CZ74                | 24 ottobre 2005   | Spacewatch                |
| 723634 | 2007 CF81                | 18 ottobre 2009   | Mount Lemmon Survey       |
| 723635 | 2007 CN81                | 26 gennaio 2007   | Spacewatch                |
| 723636 | 2007 CK82                | 24 febbraio 2015  | Pan-STARRS                |
| 723637 | 2007 DF7                 | 27 gennaio 2007   | Mount Lemmon Survey       |
| 723638 | 2007 DR8                 | 17 febbraio 2007  | Spacewatch                |
| 723639 | 2007 DE11                | 17 febbraio 2007  | Mount Lemmon Survey       |
| 723640 | 2007 DL11                | 17 febbraio 2007  | Spacewatch                |
| 723641 | 2007 DL19                | 28 gennaio 2007   | Mount Lemmon Survey       |
| 723642 | 2007 DV19                | 17 febbraio 2007  | Spacewatch                |
| 723643 | 2007 DF20                | 17 febbraio 2007  | Spacewatch                |
| 723644 | 2007 DR25                | 17 febbraio 2007  | Spacewatch                |
| 723645 | 2007 DB26                | 17 febbraio 2007  | Spacewatch                |
| 723646 | 2007 DP44                | 17 febbraio 2007  | Mount Lemmon Survey       |
| 723647 | 2007 DG49                | 18 febbraio 2007  | R. Holmes                 |
| 723648 | 2007 DT117               | 22 novembre 2009  | Spacewatch                |
| 723649 | 2007 DH120               | 25 febbraio 2007  | Mount Lemmon Survey       |
| 723650 | 2007 DL120               | 17 agosto 2012    | Pan-STARRS                |
| 723651 | 2007 DP120               | 16 febbraio 2007  | Mount Lemmon Survey       |
| 723652 | 2007 DX120               | 26 febbraio 2007  | Mount Lemmon Survey       |
| 723653 | 2007 DE121               | 5 settembre 2008  | Spacewatch                |
| 723654 | 2007 DK121               | 17 febbraio 2007  | Spacewatch                |
| 723655 | 2007 DK126               | 24 settembre 2011 | Pan-STARRS                |
| 723656 | 2007 DH127               | 21 febbraio 2007  | CSS                       |
| 723657 | 2007 DK127               | 21 febbraio 2007  | Mount Lemmon Survey       |
| 723658 | 2007 DW128               | 23 febbraio 2007  | Mount Lemmon Survey       |
| 723659 | 2007 DV132               | 17 febbraio 2007  | Spacewatch                |
| 723660 | 2007 DC133               | 26 febbraio 2007  | Mount Lemmon Survey       |
| 723661 | 2007 ES                  | 9 marzo 2007      | Spacewatch                |
| 723662 | 2007 EC27                | 11 marzo 2007     | W. Ries                   |
| 723663 | 2007 EK44                | 23 febbraio 2007  | Spacewatch                |
| 723664 | 2007 ET44                | 28 gennaio 2007   | Spacewatch                |
| 723665 | 2007 EM65                | 30 settembre 2005 | Mount Lemmon Survey       |
| 723666 | 2007 EQ66                | 10 marzo 2007     | Spacewatch                |
| 723667 | 2007 EC68                | 10 marzo 2007     | Spacewatch                |
| 723668 | 2007 EM84                | 12 marzo 2007     | Mount Lemmon Survey       |
| 723669 | 2007 EK86                | 12 marzo 2007     | Spacewatch                |
| 723670 | 2007 EG107               | 4 maggio 1994     | Spacewatch                |
| 723671 | 2007 ES109               | 23 marzo 2003     | SDSS Collaboration        |
| 723672 | 2007 EB116               | 13 marzo 2007     | Mount Lemmon Survey       |
| 723673 | 2007 ER116               | 13 marzo 2007     | Mount Lemmon Survey       |
| 723674 | 2007 EQ118               | 30 gennaio 2003   | Spacewatch                |
| 723675 | 2007 EG121               | 25 febbraio 2007  | Mount Lemmon Survey       |
| 723676 | 2007 EC123               | 18 febbraio 2001  | AMOS                      |
| 723677 | 2007 EQ140               | 12 marzo 2007     | Spacewatch                |
| 723678 | 2007 EJ145               | 26 febbraio 2007  | Mount Lemmon Survey       |
| 723679 | 2007 EN146               | 12 marzo 2007     | Mount Lemmon Survey       |
| 723680 | 2007 EO148               | 12 marzo 2007     | Mount Lemmon Survey       |
| 723681 | 2007 ET149               | 12 marzo 2007     | Mount Lemmon Survey       |
| 723682 | 2007 EL158               | 27 gennaio 2007   | Mount Lemmon Survey       |
| 723683 | 2007 EY160               | 14 marzo 2007     | Mount Lemmon Survey       |
| 723684 | 2007 EN163               | 1 febbraio 1995   | Spacewatch                |
| 723685 | 2007 EH164               | 15 marzo 2007     | Mount Lemmon Survey       |
| 723686 | 2007 EQ179               | 13 ottobre 1999   | SDSS Collaboration        |
| 723687 | 2007 EX185               | 15 marzo 2007     | Mount Lemmon Survey       |
| 723688 | 2007 EU186               | 15 marzo 2007     | Mount Lemmon Survey       |
| 723689 | 2007 EO189               | 28 dicembre 2002  | Spacewatch                |
| 723690 | 2007 EP197               | 15 marzo 2007     | Spacewatch                |
| 723691 | 2007 EZ200               | 26 febbraio 2007  | Mount Lemmon Survey       |
| 723692 | 2007 EO206               | 13 marzo 2007     | CSS                       |
| 723693 | 2007 ET212               | 30 aprile 2003    | Spacewatch                |
| 723694 | 2007 EV227               | 14 marzo 2007     | Spacewatch                |
| 723695 | 2007 EM228               | 27 settembre 2009 | Spacewatch                |
| 723696 | 2007 EU228               | 27 settembre 2009 | Spacewatch                |
| 723697 | 2007 EZ228               | 6 giugno 2014     | Pan-STARRS                |
| 723698 | 2007 EC229               | 2 agosto 2016     | Pan-STARRS                |
| 723699 | 2007 EG229               | 28 agosto 2014    | Pan-STARRS                |
| 723700 | 2007 EC231               | 10 marzo 2007     | Mount Lemmon Survey       |

## 723701–723800
| Nome   | Designazione provvisoria | Data di scoperta  | Scopritore                |
| ------ | ------------------------ | ----------------- | ------------------------- |
| 723701 | 2007 ED231               | 15 marzo 2007     | Spacewatch                |
| 723702 | 2007 EG231               | 13 marzo 2007     | Mount Lemmon Survey       |
| 723703 | 2007 EQ232               | 10 novembre 2009  | Mount Lemmon Survey       |
| 723704 | 2007 EZ232               | 2 ottobre 2013    | Spacewatch                |
| 723705 | 2007 EF234               | 10 marzo 2007     | Mount Lemmon Survey       |
| 723706 | 2007 EW234               | 6 maggio 2014     | Pan-STARRS                |
| 723707 | 2007 EG236               | 1 maggio 2011     | Pan-STARRS                |
| 723708 | 2007 EK236               | 17 marzo 2012     | Mount Lemmon Survey       |
| 723709 | 2007 EZ236               | 28 marzo 2012     | Mount Lemmon Survey       |
| 723710 | 2007 EP238               | 10 marzo 2007     | Mount Lemmon Survey       |
| 723711 | 2007 ET239               | 13 marzo 2007     | Mount Lemmon Survey       |
| 723712 | 2007 EO241               | 12 marzo 2007     | Mount Lemmon Survey       |
| 723713 | 2007 FW                  | 26 settembre 2005 | Spacewatch                |
| 723714 | 2007 FT4                 | 16 marzo 2007     | Spacewatch                |
| 723715 | 2007 FE22                | 20 marzo 2007     | Spacewatch                |
| 723716 | 2007 FK28                | 13 marzo 2007     | Mount Lemmon Survey       |
| 723717 | 2007 FQ33                | 16 marzo 2007     | Mount Lemmon Survey       |
| 723718 | 2007 FN41                | 26 marzo 2007     | Mount Lemmon Survey       |
| 723719 | 2007 FB49                | 26 marzo 2007     | Mount Lemmon Survey       |
| 723720 | 2007 FX50                | 23 aprile 2011    | Pan-STARRS                |
| 723721 | 2007 FX52                | 12 marzo 2007     | CSS                       |
| 723722 | 2007 FO53                | 12 novembre 2010  | Mount Lemmon Survey       |
| 723723 | 2007 FR53                | 17 gennaio 2013   | Spacewatch                |
| 723724 | 2007 FY53                | 26 agosto 2014    | Pan-STARRS                |
| 723725 | 2007 FR54                | 16 marzo 2007     | Spacewatch                |
| 723726 | 2007 FE55                | 24 settembre 2012 | Mount Lemmon Survey       |
| 723727 | 2007 FC56                | 16 marzo 2007     | Mount Lemmon Survey       |
| 723728 | 2007 FO57                | 29 marzo 2012     | Mount Lemmon Survey       |
| 723729 | 2007 FK58                | 25 settembre 2016 | Pan-STARRS                |
| 723730 | 2007 FX58                | 25 marzo 2007     | Mount Lemmon Survey       |
| 723731 | 2007 FB62                | 16 marzo 2007     | Mount Lemmon Survey       |
| 723732 | 2007 GD2                 | 10 aprile 2007    | W. Ries                   |
| 723733 | 2007 GV10                | 10 marzo 2007     | Spacewatch                |
| 723734 | 2007 GB12                | 11 marzo 2007     | Spacewatch                |
| 723735 | 2007 GL19                | 11 aprile 2007    | Spacewatch                |
| 723736 | 2007 GE31                | 14 aprile 2007    | Mount Lemmon Survey       |
| 723737 | 2007 GU42                | 14 aprile 2007    | Spacewatch                |
| 723738 | 2007 GK52                | 14 aprile 2007    | Spacewatch                |
| 723739 | 2007 GE53                | 26 marzo 2007     | Mount Lemmon Survey       |
| 723740 | 2007 GC79                | 15 maggio 2018    | Mount Lemmon Survey       |
| 723741 | 2007 GC81                | 15 aprile 2007    | Spacewatch                |
| 723742 | 2007 GT81                | 15 aprile 2007    | Mount Lemmon Survey       |
| 723743 | 2007 GX81                | 7 aprile 2007     | Mount Lemmon Survey       |
| 723744 | 2007 HF8                 | 18 aprile 2007    | Mount Lemmon Survey       |
| 723745 | 2007 HW9                 | 18 aprile 2007    | Mount Lemmon Survey       |
| 723746 | 2007 HL11                | 18 aprile 2007    | Spacewatch                |
| 723747 | 2007 HO11                | 18 aprile 2007    | Mount Lemmon Survey       |
| 723748 | 2007 HC34                | 19 aprile 2007    | Spacewatch                |
| 723749 | 2007 HT34                | 1 novembre 2000   | Spacewatch                |
| 723750 | 2007 HZ36                | 19 aprile 2007    | Spacewatch                |
| 723751 | 2007 HL43                | 22 aprile 2007    | Mount Lemmon Survey       |
| 723752 | 2007 HC46                | 26 marzo 2007     | Spacewatch                |
| 723753 | 2007 HJ46                | 20 aprile 2007    | Spacewatch                |
| 723754 | 2007 HM50                | 14 aprile 2007    | Spacewatch                |
| 723755 | 2007 HR54                | 22 febbraio 2003  | NEAT                      |
| 723756 | 2007 HA57                | 22 aprile 2007    | Mount Lemmon Survey       |
| 723757 | 2007 HT65                | 11 marzo 2007     | Mount Lemmon Survey       |
| 723758 | 2007 HM78                | 8 luglio 2003     | Spacewatch                |
| 723759 | 2007 HK81                | 25 aprile 2007    | Mount Lemmon Survey       |
| 723760 | 2007 HX84                | 16 marzo 2007     | Mount Lemmon Survey       |
| 723761 | 2007 HF100               | 24 aprile 2007    | Mount Lemmon Survey       |
| 723762 | 2007 HO102               | 18 ottobre 2014   | Mount Lemmon Survey       |
| 723763 | 2007 HB105               | 2 ottobre 2014    | Pan-STARRS                |
| 723764 | 2007 HM105               | 25 ottobre 2009   | Spacewatch                |
| 723765 | 2007 HT105               | 28 marzo 2012     | Mount Lemmon Survey       |
| 723766 | 2007 HR107               | 22 aprile 2007    | Mount Lemmon Survey       |
| 723767 | 2007 HK109               | 29 ottobre 2014   | Pan-STARRS                |
| 723768 | 2007 HN109               | 19 settembre 1998 | SDSS Collaboration        |
| 723769 | 2007 HE110               | 23 aprile 2007    | Spacewatch                |
| 723770 | 2007 HA112               | 24 aprile 2007    | Spacewatch                |
| 723771 | 2007 HL112               | 19 aprile 2007    | Spacewatch                |
| 723772 | 2007 HN114               | 22 aprile 2007    | Spacewatch                |
| 723773 | 2007 JE6                 | 9 maggio 2007     | Mount Lemmon Survey       |
| 723774 | 2007 JD7                 | 9 maggio 2007     | Mount Lemmon Survey       |
| 723775 | 2007 JO7                 | 23 gennaio 2006   | Spacewatch                |
| 723776 | 2007 JO8                 | 9 maggio 2007     | Mount Lemmon Survey       |
| 723777 | 2007 JK18                | 9 maggio 2007     | Spacewatch                |
| 723778 | 2007 JG26                | 9 maggio 2007     | Spacewatch                |
| 723779 | 2007 JX31                | 12 maggio 2007    | Mount Lemmon Survey       |
| 723780 | 2007 JY32                | 12 maggio 2007    | Mount Lemmon Survey       |
| 723781 | 2007 JX36                | 9 maggio 2007     | Mount Lemmon Survey       |
| 723782 | 2007 JA41                | 13 maggio 2007    | Mount Lemmon Survey       |
| 723783 | 2007 JE47                | 12 maggio 2007    | Mount Lemmon Survey       |
| 723784 | 2007 JY48                | 27 aprile 2012    | Pan-STARRS                |
| 723785 | 2007 JE50                | 7 maggio 2010     | WISE                      |
| 723786 | 2007 JA51                | 1 ottobre 2014    | Pan-STARRS                |
| 723787 | 2007 KT1                 | 22 ottobre 2003   | SDSS Collaboration        |
| 723788 | 2007 KM2                 | 19 maggio 2007    | N. Teamo, S. F. Hönig     |
| 723789 | 2007 KD10                | 29 marzo 2012     | Pan-STARRS                |
| 723790 | 2007 KV10                | 28 ottobre 2014   | Pan-STARRS                |
| 723791 | 2007 KW10                | 21 novembre 2008  | Spacewatch                |
| 723792 | 2007 KX10                | 15 ottobre 2012   | Pan-STARRS                |
| 723793 | 2007 KO11                | 19 aprile 2017    | Mount Lemmon Survey       |
| 723794 | 2007 LZ1                 | 7 giugno 2007     | Spacewatch                |
| 723795 | 2007 LK14                | 12 maggio 2007    | Mount Lemmon Survey       |
| 723796 | 2007 LA18                | 29 ottobre 2003   | Spacewatch                |
| 723797 | 2007 LE18                | 13 giugno 2007    | Spacewatch                |
| 723798 | 2007 LA30                | 11 giugno 2007    | Osservatorio di Mauna Kea |
| 723799 | 2007 LL30                | 11 giugno 2007    | Mauna Kea Obs.            |
| 723800 | 2007 LD31                | 12 giugno 2007    | Mauna Kea Obs.            |

## 723801–723900
| Nome   | Designazione provvisoria | Data di scoperta  | Scopritore                          |
| ------ | ------------------------ | ----------------- | ----------------------------------- |
| 723801 | 2007 LN34                | 23 aprile 2007    | Mount Lemmon Survey                 |
| 723802 | 2007 LL35                | 9 giugno 2007     | Spacewatch                          |
| 723803 | 2007 LP35                | 26 gennaio 2006   | Spacewatch                          |
| 723804 | 2007 LO38                | 17 novembre 2009  | CSS                                 |
| 723805 | 2007 LY38                | 14 giugno 2007    | Spacewatch                          |
| 723806 | 2007 LL39                | 1 dicembre 2015   | Pan-STARRS                          |
| 723807 | 2007 LV39                | 9 giugno 2007     | Spacewatch                          |
| 723808 | 2007 ML5                 | 17 giugno 2007    | Spacewatch                          |
| 723809 | 2007 MQ7                 | 19 aprile 2007    | Mount Lemmon Survey                 |
| 723810 | 2007 MU11                | 21 giugno 2007    | Mount Lemmon Survey                 |
| 723811 | 2007 MA12                | 21 giugno 2007    | Mount Lemmon Survey                 |
| 723812 | 2007 ML18                | 21 giugno 2007    | Mount Lemmon Survey                 |
| 723813 | 2007 MF19                | 21 giugno 2007    | Mount Lemmon Survey                 |
| 723814 | 2007 MQ21                | 21 giugno 2007    | Mount Lemmon Survey                 |
| 723815 | 2007 MO23                | 22 giugno 2007    | Spacewatch                          |
| 723816 | 2007 MF26                | 18 settembre 2003 | NEAT                                |
| 723817 | 2007 MG28                | 6 settembre 2013  | Spacewatch                          |
| 723818 | 2007 MW28                | 24 ottobre 2003   | LONEOS                              |
| 723819 | 2007 ME29                | 7 dicembre 2013   | Pan-STARRS                          |
| 723820 | 2007 MS29                | 18 giugno 2018    | Pan-STARRS                          |
| 723821 | 2007 NJ1                 | 30 dicembre 2005  | Spacewatch                          |
| 723822 | 2007 NH7                 | 15 luglio 2007    | Alianza S4 Obs.                     |
| 723823 | 2007 NR7                 | 10 luglio 2007    | SSS                                 |
| 723824 | 2007 NS7                 | 16 gennaio 2009   | Mount Lemmon Survey                 |
| 723825 | 2007 OZ2                 | 31 gennaio 2006   | Spacewatch                          |
| 723826 | 2007 OE6                 | 22 luglio 2007    | LUSS                                |
| 723827 | 2007 OZ7                 | 23 luglio 2007    | R. Holmes                           |
| 723828 | 2007 OF12                | 24 luglio 2007    | LUSS                                |
| 723829 | 2007 PG4                 | 10 giugno 2007    | SSS                                 |
| 723830 | 2007 PP30                | 25 luglio 2007    | LUSS                                |
| 723831 | 2007 PK41                | 21 luglio 2007    | Osservatorio astronomico di Maiorca |
| 723832 | 2007 PN51                | 12 marzo 2010     | Spacewatch                          |
| 723833 | 2007 PO51                | 4 settembre 2013  | F. Hormuth                          |
| 723834 | 2007 PH52                | 3 aprile 2017     | Pan-STARRS                          |
| 723835 | 2007 PN52                | 17 giugno 2018    | Pan-STARRS                          |
| 723836 | 2007 PP52                | 3 febbraio 2017   | Pan-STARRS                          |
| 723837 | 2007 PR52                | 10 agosto 2007    | Spacewatch                          |
| 723838 | 2007 PV52                | 8 giugno 2011     | Mount Lemmon Survey                 |
| 723839 | 2007 QB                  | 16 agosto 2007    | J. Skvarč                           |
| 723840 | 2007 QX1                 | 20 agosto 2007    | S. Okumura, T. Sakamoto             |
| 723841 | 2007 QD2                 | 18 luglio 2007    | Mount Lemmon Survey                 |
| 723842 | 2007 QV3                 | 25 agosto 2007    | R. Gierlinger                       |
| 723843 | 2007 QR11                | 10 agosto 2007    | Spacewatch                          |
| 723844 | 2007 QM17                | 24 agosto 2007    | Spacewatch                          |
| 723845 | 2007 QJ18                | 17 gennaio 2016   | Pan-STARRS                          |
| 723846 | 2007 QT18                | 21 agosto 2007    | LONEOS                              |
| 723847 | 2007 RU2                 | 3 settembre 2007  | Mount Lemmon Survey                 |
| 723848 | 2007 RU5                 | 5 settembre 2007  | C. Rinner, F. Kugel                 |
| 723849 | 2007 RP6                 | 3 settembre 2007  | R. A. Tucker                        |
| 723850 | 2007 RB9                 | 5 settembre 2007  | K. Sárneczky, L. Kiss               |
| 723851 | 2007 RZ10                | 14 settembre 2007 | Mount Lemmon Survey                 |
| 723852 | 2007 RW11                | 11 settembre 2007 | Spacewatch                          |
| 723853 | 2007 RA12                | 11 settembre 2007 | Mount Lemmon Survey                 |
| 723854 | 2007 RF19                | 2 settembre 2007  | K. Sárneczky, L. Kiss               |
| 723855 | 2007 RZ24                | 23 agosto 2007    | Spacewatch                          |
| 723856 | 2007 RN40                | 9 settembre 2007  | Spacewatch                          |
| 723857 | 2007 RM48                | 9 settembre 2007  | Mount Lemmon Survey                 |
| 723858 | 2007 RA64                | 10 agosto 2007    | Spacewatch                          |
| 723859 | 2007 RG66                | 24 agosto 2007    | Spacewatch                          |
| 723860 | 2007 RM71                | 10 settembre 2007 | Spacewatch                          |
| 723861 | 2007 RJ76                | 10 agosto 2007    | Spacewatch                          |
| 723862 | 2007 RH81                | 10 settembre 2007 | Mount Lemmon Survey                 |
| 723863 | 2007 RQ86                | 10 settembre 2007 | Mount Lemmon Survey                 |
| 723864 | 2007 RT103               | 14 agosto 2001    | AMOS                                |
| 723865 | 2007 RS115               | 11 settembre 2007 | Spacewatch                          |
| 723866 | 2007 RX115               | 11 settembre 2007 | Spacewatch                          |
| 723867 | 2007 RF120               | 13 settembre 2007 | CSS                                 |
| 723868 | 2007 RP120               | 26 settembre 2003 | SDSS Collaboration                  |
| 723869 | 2007 RO121               | 8 marzo 2005      | Mount Lemmon Survey                 |
| 723870 | 2007 RM123               | 12 settembre 2007 | Mount Lemmon Survey                 |
| 723871 | 2007 RH125               | 12 settembre 2007 | Spacewatch                          |
| 723872 | 2007 RH126               | 12 settembre 2007 | Mount Lemmon Survey                 |
| 723873 | 2007 RZ128               | 12 settembre 2007 | Mount Lemmon Survey                 |
| 723874 | 2007 RQ129               | 12 settembre 2007 | Mount Lemmon Survey                 |
| 723875 | 2007 RG136               | 24 agosto 2007    | Spacewatch                          |
| 723876 | 2007 RX136               | 14 settembre 2007 | Mount Lemmon Survey                 |
| 723877 | 2007 RE150               | 13 settembre 2007 | CSS                                 |
| 723878 | 2007 RY150               | 9 settembre 2007  | LONEOS                              |
| 723879 | 2007 RW152               | 10 settembre 2007 | Spacewatch                          |
| 723880 | 2007 RZ152               | 10 settembre 2007 | Spacewatch                          |
| 723881 | 2007 RY154               | 10 settembre 2007 | Mount Lemmon Survey                 |
| 723882 | 2007 RX164               | 10 settembre 2007 | Spacewatch                          |
| 723883 | 2007 RE169               | 10 settembre 2007 | Spacewatch                          |
| 723884 | 2007 RF169               | 19 ottobre 1995   | Spacewatch                          |
| 723885 | 2007 RY176               | 10 settembre 2007 | Mount Lemmon Survey                 |
| 723886 | 2007 RB177               | 10 settembre 2007 | Mount Lemmon Survey                 |
| 723887 | 2007 RY178               | 10 settembre 2007 | Spacewatch                          |
| 723888 | 2007 RP180               | 11 settembre 2007 | Mount Lemmon Survey                 |
| 723889 | 2007 RK182               | 10 agosto 2007    | Spacewatch                          |
| 723890 | 2007 RH183               | 10 ottobre 2002   | SDSS Collaboration                  |
| 723891 | 2007 RJ184               | 13 settembre 2007 | Mount Lemmon Survey                 |
| 723892 | 2007 RC198               | 13 settembre 2007 | Mount Lemmon Survey                 |
| 723893 | 2007 RG199               | 18 agosto 2007    | R. Gierlinger                       |
| 723894 | 2007 RP199               | 13 settembre 2007 | Spacewatch                          |
| 723895 | 2007 RB208               | 10 settembre 2007 | Spacewatch                          |
| 723896 | 2007 RH208               | 10 settembre 2007 | Spacewatch                          |
| 723897 | 2007 RJ222               | 14 settembre 2007 | Mount Lemmon Survey                 |
| 723898 | 2007 RA224               | 10 settembre 2007 | Spacewatch                          |
| 723899 | 2007 RJ224               | 10 settembre 2007 | Spacewatch                          |
| 723900 | 2007 RQ226               | 10 settembre 2007 | Spacewatch                          |

## 723901–724000
| Nome   | Designazione provvisoria | Data di scoperta  | Scopritore                |
| ------ | ------------------------ | ----------------- | ------------------------- |
| 723901 | 2007 RT226               | 10 settembre 2007 | Spacewatch                |
| 723902 | 2007 RL229               | 11 settembre 2007 | Mount Lemmon Survey       |
| 723903 | 2007 RO229               | 11 marzo 2002     | Spacewatch                |
| 723904 | 2007 RD232               | 11 settembre 2007 | Mount Lemmon Survey       |
| 723905 | 2007 RD235               | 12 settembre 2007 | Mount Lemmon Survey       |
| 723906 | 2007 RQ240               | 10 settembre 2007 | CSS                       |
| 723907 | 2007 RX248               | 12 aprile 2005    | Kitt Peak Obs.            |
| 723908 | 2007 RJ249               | 13 settembre 2007 | Mount Lemmon Survey       |
| 723909 | 2007 RH250               | 20 settembre 2001 | SDSS Collaboration        |
| 723910 | 2007 RH254               | 4 marzo 2005      | CSS                       |
| 723911 | 2007 RX260               | 24 marzo 2006     | Spacewatch                |
| 723912 | 2007 RX261               | 14 settembre 2007 | Spacewatch                |
| 723913 | 2007 RD262               | 14 settembre 2007 | Spacewatch                |
| 723914 | 2007 RB263               | 15 settembre 2007 | Mount Lemmon Survey       |
| 723915 | 2007 RY267               | 15 settembre 2007 | Spacewatch                |
| 723916 | 2007 RS268               | 15 settembre 2007 | Spacewatch                |
| 723917 | 2007 RG272               | 15 settembre 2007 | Spacewatch                |
| 723918 | 2007 RM274               | 9 settembre 2007  | Osservatorio di Mauna Kea |
| 723919 | 2007 RY275               | 12 settembre 2007 | CSS                       |
| 723920 | 2007 RL289               | 12 settembre 2007 | Mount Lemmon Survey       |
| 723921 | 2007 RH297               | 10 settembre 2007 | Spacewatch                |
| 723922 | 2007 RF306               | 14 settembre 2007 | Osservatorio di Mauna Kea |
| 723923 | 2007 RU322               | 13 settembre 2007 | Mount Lemmon Survey       |
| 723924 | 2007 RA324               | 5 ottobre 2007    | Spacewatch                |
| 723925 | 2007 RB327               | 3 ottobre 2011    | Mount Lemmon Survey       |
| 723926 | 2007 RO327               | 3 ottobre 2003    | Spacewatch                |
| 723927 | 2007 RH328               | 13 settembre 2007 | Spacewatch                |
| 723928 | 2007 RY328               | 12 settembre 2007 | Mount Lemmon Survey       |
| 723929 | 2007 RO329               | 4 settembre 2007  | Mount Lemmon Survey       |
| 723930 | 2007 RS329               | 5 settembre 2007  | Mount Lemmon Survey       |
| 723931 | 2007 RU332               | 15 settembre 2007 | Mount Lemmon Survey       |
| 723932 | 2007 RK333               | 11 settembre 2007 | Spacewatch                |
| 723933 | 2007 RG334               | 9 settembre 2007  | Mount Lemmon Survey       |
| 723934 | 2007 RO334               | 12 settembre 2007 | Mount Lemmon Survey       |
| 723935 | 2007 RW334               | 15 settembre 2007 | Spacewatch                |
| 723936 | 2007 RY334               | 11 ottobre 2012   | Pan-STARRS                |
| 723937 | 2007 RD335               | 12 settembre 2007 | Mount Lemmon Survey       |
| 723938 | 2007 RH335               | 14 settembre 2013 | Pan-STARRS                |
| 723939 | 2007 RV336               | 4 aprile 2014     | Mount Lemmon Survey       |
| 723940 | 2007 RO337               | 23 settembre 2014 | Mount Lemmon Survey       |
| 723941 | 2007 RO338               | 19 novembre 2008  | Mount Lemmon Survey       |
| 723942 | 2007 RQ338               | 12 settembre 2007 | Mount Lemmon Survey       |
| 723943 | 2007 RT338               | 12 settembre 2007 | Mount Lemmon Survey       |
| 723944 | 2007 RW338               | 17 gennaio 2016   | Pan-STARRS                |
| 723945 | 2007 RD339               | 23 ottobre 2013   | Pan-STARRS                |
| 723946 | 2007 RJ339               | 5 ottobre 2013    | Pan-STARRS                |
| 723947 | 2007 RZ339               | 15 febbraio 2010  | Spacewatch                |
| 723948 | 2007 RJ340               | 14 settembre 2007 | Spacewatch                |
| 723949 | 2007 RL341               | 3 ottobre 2013    | Mount Lemmon Survey       |
| 723950 | 2007 RZ341               | 22 dicembre 2008  | Mount Lemmon Survey       |
| 723951 | 2007 RD342               | 24 agosto 2007    | Spacewatch                |
| 723952 | 2007 RJ342               | 14 settembre 2007 | Mount Lemmon Survey       |
| 723953 | 2007 RV342               | 10 settembre 2007 | Mount Lemmon Survey       |
| 723954 | 2007 RL343               | 2 dicembre 2008   | Mount Lemmon Survey       |
| 723955 | 2007 RF344               | 14 settembre 2007 | Mount Lemmon Survey       |
| 723956 | 2007 RZ346               | 15 settembre 2007 | LONEOS                    |
| 723957 | 2007 RH347               | 5 febbraio 2016   | Pan-STARRS                |
| 723958 | 2007 RM347               | 12 settembre 2007 | Mount Lemmon Survey       |
| 723959 | 2007 RF348               | 30 dicembre 2008  | Mount Lemmon Survey       |
| 723960 | 2007 RV350               | 17 febbraio 2010  | Spacewatch                |
| 723961 | 2007 RA351               | 9 settembre 2007  | Spacewatch                |
| 723962 | 2007 RT351               | 13 dicembre 2015  | Pan-STARRS                |
| 723963 | 2007 RH353               | 14 settembre 2007 | Mount Lemmon Survey       |
| 723964 | 2007 RL353               | 14 settembre 2007 | Mount Lemmon Survey       |
| 723965 | 2007 RV354               | 14 settembre 2007 | CSS                       |
| 723966 | 2007 RW354               | 13 settembre 2007 | Spacewatch                |
| 723967 | 2007 RE355               | 14 settembre 2007 | Mount Lemmon Survey       |
| 723968 | 2007 RT358               | 9 settembre 2007  | Spacewatch                |
| 723969 | 2007 RA359               | 12 settembre 2007 | Mount Lemmon Survey       |
| 723970 | 2007 RJ359               | 13 settembre 2007 | Mount Lemmon Survey       |
| 723971 | 2007 RH361               | 14 settembre 2007 | Mount Lemmon Survey       |
| 723972 | 2007 RE363               | 13 settembre 2007 | Mount Lemmon Survey       |
| 723973 | 2007 RT364               | 12 settembre 2007 | Mount Lemmon Survey       |
| 723974 | 2007 RB368               | 14 settembre 2007 | Spacewatch                |
| 723975 | 2007 RW368               | 19 settembre 2003 | Spacewatch                |
| 723976 | 2007 RQ374               | 12 settembre 2007 | Mount Lemmon Survey       |
| 723977 | 2007 RK377               | 12 settembre 2007 | Mount Lemmon Survey       |
| 723978 | 2007 SC10                | 10 settembre 2007 | Mount Lemmon Survey       |
| 723979 | 2007 SE25                | 23 luglio 2011    | SSS                       |
| 723980 | 2007 SJ25                | 18 settembre 2007 | Spacewatch                |
| 723981 | 2007 SS25                | 25 settembre 2007 | Mount Lemmon Survey       |
| 723982 | 2007 SB26                | 18 settembre 2007 | CSS                       |
| 723983 | 2007 SP27                | 30 settembre 2007 | Spacewatch                |
| 723984 | 2007 SY27                | 30 settembre 2007 | Spacewatch                |
| 723985 | 2007 SS28                | 19 settembre 2007 | Spacewatch                |
| 723986 | 2007 SX29                | 18 settembre 2007 | Spacewatch                |
| 723987 | 2007 TN2                 | 2 ottobre 2007    | A. Sergeyev, S. Korotkiy  |
| 723988 | 2007 TP14                | 7 ottobre 2007    | W. Ries                   |
| 723989 | 2007 TF22                | 10 ottobre 2007   | R. Holmes                 |
| 723990 | 2007 TX27                | 11 settembre 2007 | Mount Lemmon Survey       |
| 723991 | 2007 TG34                | 6 ottobre 2007    | Spacewatch                |
| 723992 | 2007 TG36                | 4 ottobre 2007    | Mount Lemmon Survey       |
| 723993 | 2007 TW36                | 12 settembre 2007 | Mount Lemmon Survey       |
| 723994 | 2007 TM47                | 4 ottobre 2007    | Spacewatch                |
| 723995 | 2007 TQ58                | 5 ottobre 2007    | Spacewatch                |
| 723996 | 2007 TY59                | 5 ottobre 2007    | Spacewatch                |
| 723997 | 2007 TU61                | 8 settembre 2007  | Mount Lemmon Survey       |
| 723998 | 2007 TT71                | 13 ottobre 2007   | W. Bickel                 |
| 723999 | 2007 TF72                | 12 settembre 2007 | Spacewatch                |
| 724000 | 2007 TO79                | 5 ottobre 2007    | Spacewatch                |